# Ożywienie gospodarcze
Ożywienie gospodarcze – jedna z czterech faz występująca w klasycznym cyklu koniunkturalnym. Na tym etapie gospodarka wychodzi z recesji.
W początkowej fazie ożywienia gospodarczego pojawia się wzrost wydatków przedsiębiorstw, po których następuje stopniowy wzrost wydatków gospodarstw domowych. Prowadzi to do wzrostu produkcji oraz zatrudnienia i spadku bezrobocia. W tej fazie cyklu rosną inwestycje – zarówno spontanicznie, jak i pod wpływem rosnących zysków. Obserwowany jest wzrost ilości oraz wolumenu pożyczek bankowych oraz depozytów składanych w bankach, przy jednoczesnej stagnacji na niskim poziomie lub nawet spadku poziomu stóp procentowych. W dochodzie narodowym odnotowywany jest spadek udziału konsumpcji w związku ze wzrostem inwestycji, pomimo prawdopodobnego, absolutnego wzrostu konsumpcji. Przemysł produkujący dobra kapitałowe oraz dobra konsumpcyjne trwałego użytku zwiększa produkcję. Zapasy przedsiębiorstw maleją. Opisany, proces narastać może w sposób kumulatywny.
Do ożywienia gospodarczego dochodzi często w wyniku działań podjętych w fazie depresji. W tym okresie, nierentowne przedsiębiorstwa ulegają likwidacji, a pozostałe przechodzą często restrukturyzację – ograniczają wartość swoich aktywów, reorganizują strukturę kapitałową lub redukują koszty. Innym ważnym czynnikiem prowadzącym do ożywienia gospodarczego jest konieczność zastąpienia wysłużonego parku technicznego w przedsiębiorstwach- zużyte maszyny należy zastąpić nowymi. Nawet przy polityce pełnego ograniczania wydatków na utrzymanie fabryk, przedsiębiorcy w pewnym momencie zmuszeni są do inwestycji w nowe maszyny i urządzenia.